# Kwonkan anatolion
Kwonkan anatolion là một loài nhện trong họ Nemesiidae.
Kwonkan anatolion được miêu tả năm 1983 bởi Main.